# Hilda (pin-up)
Pour les articles homonymes, voir Hilda.
Hilda est une pin-up créée par l'illustrateur américain Duane Bryers (en) (1911-2012). Joyeuse femme rousse et charnue, cette inconventionnalité fait son succès et elle apparaît dans des calendriers du milieu des années 1950 jusqu'aux années 1980. Redécouverte après la mort de son créateur, elle est devenue populaire en raison de son physique inattendu pour une pin-up. Par la suite, les illustrations d'Hilda inspirent plusieurs femmes s'inscrivant dans le mouvement pour la positivité physique, dont elle devient une icône.

## Création du personnage
Après son service militaire, Duane Bryers illustre principalement des calendriers sur le thème de la frontière américaine, publiés par Brown & Bigelow (en) à Saint Paul, dans le Minnesota. En 1956, il créé le personnage d'Hilda, dont il réalisera environ 250 dessins, principalement jusqu'aux années 1970 et jusqu'à la décennie suivante. 
Dans une entrevue en 2002, Bryers affirme qu'Hilda est une création de son imagination. Plusieurs femmes servirent de modèle — telle que sa propre fille, qui était petite et mince, ou une dénommée Susie Peterson, ronde mais pas autant qu'Hilda —, mais il juge que les meilleures illustrations d'elles furent faites sans.

## Popularité
Dans les années 1950, Hilda est la pin-up la plus fréquemment représentée avec la mannequin Bettie Page. Redécouverte en 2013, après la mort de Bryers, Hilda est considérée comme une icône pionnière dans la représentation des femmes de grande taille et du mouvement pour la positivité physique, allant à contre-courant de la pin-up mince et aux poses conventionnelles. Elle est souvent en bikinis, en grenouillères ou alors nue, avec des accessoires cachant légèrement sa poitrine et son sexe. La journaliste Marie Southard Ospina commente que le réalisme du dessin et le caractère joyeux d'Hilda permettent « une représentation positive des femmes rondes », qui est « essentielle pour une image corporelle positive chez les filles ».
En 2017, la redécouverte d'Hilda donne l'idée à Bunny Lucille, amatrice de pin-ups et de mode rétro, de recréer les illustrations de Bryers, en se prenant en photo dans les poses d'Hilda. Lucille déclare que cela lui a permis de se réapproprier son propre corps. La même année, Amy Pence-Brown, qui se décrit comme une « mère grosse et féministe » de Boise (Idaho), fonde le projet Reviving Hilda (litt. « Relancer Hilda »), afin de présenter d'autres physiques qui peuvent être « sexys » pour des calendriers. En 2020, elle avait recréé quarante illustrations de Bryers, placés côte à côte de sa propre photo pour des calendriers au tirage limité, édités par elle-même.